# 黑紙
《黑紙》（Black Paper）是一份香港創作期刊，目前號稱「偽旅遊雜誌」，於每月一號出版，於全港各OK便利店售賣，由同名創作單位創作。《黑紙》以單一A5紙形式出版，於2010年1月以「偽文學雜誌《黑紙》」之名首度發行，目前《黑紙》內容由「黑訪」（該期封面人物訪問）及「黑句」（圍繞該期主題而「借題發揮」、玩弄文字的幽默語句）為主。 
《黑紙》亦為創作人林日曦（徐家豪）、陳強（陸家俊）及商業電台節目主持阿Bu（姚家豪）所組成的創作公司之名稱，除負責出版《黑紙》外，其創作範圍包括報紙、雜誌、電台、唱片、演唱會、音樂錄影帶、時裝、廣告等等。另外，《黑紙》創辦人林日曦、陳強及阿Bu三人其後亦創立《100毛》（2013年3月創刊）、「白卷出版社」（2013年5月成立）、「總經理人有限公司」（2014年成立），「毛記電視廣播有限公司」（2015年成立）等子公司。
進入2017年，《黑紙》未有推出期刊，而《黑紙》未回應是否已停刊。

## 《黑紙》期刊簡介
《黑紙》於2010年1月1日創刊，首年以「偽文學雜誌」為主題，定位為「一頁完」而「打算」定期出版的「雜誌」，為「集感性幽默深情諷刺批判於一身的文字小品」，每年會改版一次。首年《黑紙》每期就一個單字（如創刊號的「黑」）借題發揮，玩弄文字，版面設計及紙質均與該單字主題有關。首年《黑紙》售價港幣1元，於每月1日出版。
「偽文學雜誌《黑紙》」出版12期後，於2011年變成「偽娛樂雜誌《黑紙》」月刊，以單張形式在全港7-11便利店獨家販賣。偽娛樂雜誌《黑紙》每期仍然以單字為主題，而內容則變成與娛樂圈中名人就主題單字的訪談，並附有「黑句」。
「偽娛樂雜誌《黑紙》」於2011年12月出版最後一期後，有關方面在2012年1月並未有直接革新，反而公佈《黑紙》將於春天以新面目回歸。2012年3月2日，《黑紙》以「偽廣告雜誌《黑紙》」名義再度出版，而形式亦由月刊改為周刊形式，逢星期五出版，主題為「黑SELL黑色信念」，於7-11發行，初時免費派發。不過，「黑紙」創作團隊於當年5月4日出版的《黑紙》「給讀者的信」中，指因免費派發導致不少忠實讀者未能取閱，加上因缺乏廣告商支持而令部份期數廣告從缺，影響收益，因此於5月11日出版的一期起取消免費派發安排，重新徵收港幣1元為售價。
「偽廣告雜誌《黑紙》」於最後一期「末日」（12月21日）透露2013年將會改版為「偽愛情雜誌《黑紙》」。形式再由周刊改為逢每月1日及15日出版，主題為「總有人愛仇恨，沒有人仇恨愛」，於7-11以港幣1元發售。2014年，再度改版為「偽時代雜誌《黑紙》」，主題為「時勢造英雄，英雄造時代」，出版形式及售價不變。2015年，回復周刊形式，逢星期四出版「偽醫學雜誌《黑紙》」，主題為「堅持是一種病，放棄是絕症」。
由2010年創刊直至2011年第二期，每期均只出版一張A5紙張；其後，由於《黑紙》開始引入宣傳廣告，部分期數改以A4紙張形式出版，並對摺成原來的A5大小。另外，編者們覺得年輕人受到網絡生活影響以致思緒零亂不能閱讀長篇文字，因此《黑紙》被安排以出版短文為主以配合年輕人的表現方式。

## 口號
- 「賣廣告，不出賣信念。」（2010年至今）
- 「白紙一張寫滿字」（2010年－2011年）
- 「每月一期，每期一張，每張一蚊」（2010年－2011年/2016年）
- 「梗有一張係左近」（2011年）
- 「全港最cheap嘅娛樂雜誌」（2011年）
- 「要把事情描得最黑，記得留白」（2011年）
- 「黑SELL黑色信念」（2012年）
- 「每周一期，每期一張，每張一蚊」（2012年）
- 「總有人愛仇恨，沒有人仇恨愛」（2013年）
- 「時勢造英雄，英雄造時代」（2014年）
- 「逢星期四，準時覆診，診金一蚊」（2015年）
- 「堅持是一種病，放棄是絕症」（2015年）
- 「再沒有荒謬的地方，就是最荒謬的地方」（2016年）

## 封面人物及主題
註：封面人物欄目中，斜體標題代表該期並無封面人物。

### 2010年偽文學雜誌
每期「偽文學雜誌」的主題為一個單字，其內容純為「黑句」。每期封面都各具該期主題特色，沒有任何色彩限制。
| 月份 | 主題 | 外部連結 |
| ---- | ---- | --- |
| 1月  | 黑   | 黑片01 （页面存档备份，存于） 黑片05 （页面存档备份，存于） 黑片26 黑片59 （页面存档备份，存于）            |
| 2月  | 老   | 2月號 黑片10 2月號 黑片37 （页面存档备份，存于） 2月號 黑片55 2月號 黑片57 （页面存档备份，存于）           |
| 3月  | 仇   | 3月號 黑片09 （页面存档备份，存于） 3月號 黑片28 （页面存档备份，存于） 3月號 黑片30 （页面存档备份，存于） |
| 4月  | 後   | 4月號 黑片12 4月號 黑片53 （页面存档备份，存于） 4月號 黑片57 4月號 黑片59                                  |
| 5月  | 鬼   | 5月號 黑片39                                                                                                |
| 6月  | 泠   | 6月號 黑片零度 （页面存档备份，存于） 6月號 黑片十八度 （页面存档备份，存于）                               |
| 7月  | 小   | 7月號 黑片05 7月號 黑片26 （页面存档备份，存于）                                                            |
| 8月  | 反   | |
| 9月  | 狗   | |
| 10月 | 打   | |
| 11月 | 分   | |
| 12月 | 死   | |

### 2011年偽娛樂雜誌
每期「偽娛樂雜誌」同以一個單字作為主題，內容為由「黑訪」及25句「黑句」組成。每期封面均統一為全黑白設計，包括「黑訪」標題及專訪人物的黑白照。
| 月份 | 封面人物 | 主題 | 標題                                                              | 外部連結                                                                                  |
| ---- | -------- | ---- | ----------------------------------------------------------------- | ----------------------------------------------------------------------------------------- |
| 1月  | 鍾欣桐   | 殺   | 殺人？被殺？自殺？                                                | 創刊號．殺 （页面存档备份，存于）                                                         |
| 2月  | 農夫     | 窮   | (Version L)鄭詩君:「我需要買樓」 (Version R)陸永權:「我不會買樓」 | 二月號．窮．Version L （页面存档备份，存于） 二月號．窮．Version R （页面存档备份，存于） |
| 3月  | 謝安琪   | 弱   | 「孩子喜歡吃屎，你就給他餵屎？」                                  | 三月號．弱（页面存档备份，存于）                                                          |
| 4月  | 杜汶澤   | 罰   | 條友真係好X串！                                                   | 四月號．罰 （页面存档备份，存于）                                                         |
| 5月  | 鄧紫棋   | 幼   | 成熟的幼齒                                                        | 五月號．幼 （页面存档备份，存于）                                                         |
| 6月  | 梁國雄   | 罪   | 我沒有理會黃毓民                                                  | 六月號．罪 （页面存档备份，存于）                                                         |
| 7月  | 何韻詩   | 病   | 樂壇特首3號候選人                                                 | 七月號．病 （页面存档备份，存于）                                                         |
| 8月  | 方大同   | 毒   | 而我不知道高登仔是誰                                              | 八月號．毒 （页面存档备份，存于）                                                         |
| 9月  | 林欣彤   | 輸   | 給香港教育制度打交叉                                              | 九月號．輸 （页面存档备份，存于）                                                         |
| 10月 | 吳彥祖   | 醜   | 中國人最喜歡歧視中國人                                            | 十月號．醜 （页面存档备份，存于）                                                         |
| 11月 | 吳君如   | 失   | 男人一定會有「感情缺失」                                          | 十一月號．失 （页面存档备份，存于）                                                       |
| 12月 | 陳奕迅   | 完   | 「你死咗就唔駛再阻住個地球轉」                                    | 十二月號．完 （页面存档备份，存于）                                                       |

### 2012年偽廣告雜誌
「偽廣告雜誌」以一個兩字詞語作為主題（稱為「黑色信念」），大多以內容為由25句「黑句」及「黑訪」組成，部分期刊以其他文字形式創作，如稿件及圖畫。大部分封面都以專訪人物的黑白照為背景，配以彩色的主題垂直置中。
| 期數                          | 出版日期 | 封面人物                         | 主題 | 備註                                                                                            | 相關影片                           |
| ----------------------------- | -------- | -------------------------------- | ---- | ----------------------------------------------------------------------------------------------- | ---------------------------------- |
| 01 （页面存档备份，存于）     | 3月2日   | Joe Junior                       | 空白 |                                                                                                 | YouTube影片 （页面存档备份，存于） |
| 02 （页面存档备份，存于）     | 3月9日   | 薛凱琪                           | 盲目 |                                                                                                 | YouTube影片 （页面存档备份，存于） |
| 03 （页面存档备份，存于）     | 3月16日  | 葉德嫻                           | 貪心 |                                                                                                 | YouTube影片 （页面存档备份，存于） |
| 04 （页面存档备份，存于）     | 3月23日  | 鄭伊健                           | 迷失 |                                                                                                 | YouTube影片 （页面存档备份，存于） |
| 05 （页面存档备份，存于）     | 3月30日  | 我們的香港                       | 黑暗 | 是期並無封面人物，內頁全黑印刷，並無「黑訪」， 只有黑句「梁振英當選，黑紙做應當做的事。」       | YouTube影片                        |
| 06 （页面存档备份，存于）     | 4月6日   | 麥浚龍                           | 顛覆 |                                                                                                 | YouTube影片 （页面存档备份，存于） |
| 07 （页面存档备份，存于）     | 4月13日  | 余文樂                           | 好勝 |                                                                                                 | YouTube影片                        |
| 08 （页面存档备份，存于）     | 4月20日  | 鄭裕玲                           | 挑剔 |                                                                                                 | YouTube影片 （页面存档备份，存于） |
| 09 （页面存档备份，存于）     | 4月27日  | 林海峰                           | 矛盾 |                                                                                                 | YouTube影片 （页面存档备份，存于） |
| 10 （页面存档备份，存于）     | 5月4日   | 二次創作                         | 惡搞 | 是期以上期封面進行惡搞， 「黑訪」以高登潮文堆砌，且將上期林海峰面貌惡搞                         | YouTube影片 （页面存档备份，存于） |
| 11 （页面存档备份，存于）     | 5月11日  | 郭富城                           | 執著 | 是期起取消免費贈閱安排，重新收取每份$1                                                          | YouTube影片                        |
| 12 （页面存档备份，存于）     | 5月18日  | 馬國明                           | 善忘 |                                                                                                 | YouTube影片                        |
| 13 （页面存档备份，存于）     | 5月25日  | 張敬軒                           | 抑鬱 |                                                                                                 | YouTube影片                        |
| 14 （页面存档备份，存于）     | 6月1日   | 關於六四的六十四個黑色信念       | 六四 | 是期並無封面人物、「黑訪」及「黑句」， 內容介紹64個與六四事件有關的人物                         | YouTube影片                        |
| 15 （页面存档备份，存于）     | 6月8日   | 陳豪                             | 傻勁 |                                                                                                 | YouTube影片                        |
| 16 （页面存档备份，存于）     | 6月15日  | 周國賢                           | 退化 |                                                                                                 | YouTube影片 （页面存档备份，存于） |
| 17 （页面存档备份，存于）     | 6月22日  | 黃貫中                           | 疲倦 |                                                                                                 | YouTube影片 （页面存档备份，存于） |
| 18 （页面存档备份，存于）     | 6月29日  | 黃家駒                           | 憤怒 |                                                                                                 | YouTube影片 （页面存档备份，存于） |
| 19 （页面存档备份，存于）     | 7月6日   | 許廷鏗                           | 消極 |                                                                                                 | －                                 |
| 20 （页面存档备份，存于）     | 7月13日  | 許志安                           | 心魔 |                                                                                                 | YouTube影片                        |
| 21 （页面存档备份，存于）     | 7月20日  | 國民教育精讀                     | 洗腦 | 是期並無封面人物，並是首次非黑白背景                                                            | YouTube影片                        |
| 22 （页面存档备份，存于）     | 7月27日  | 吳雨霏                           | 放棄 |                                                                                                 | YouTube影片                        |
| 23 （页面存档备份，存于）     | 8月3日   | 梁詠琪                           | 失蹤 |                                                                                                 | YouTube影片                        |
| 24（页面存档备份，存于）      | 8月10日  | 黄之鋒                           | 硬頸 |                                                                                                 | YouTube影片 （页面存档备份，存于） |
| 25 （页面存档备份，存于）     | 8月17日  | 黃耀明                           | 犯規 |                                                                                                 | YouTube影片 （页面存档备份，存于） |
| 26 （页面存档备份，存于）     | 8月24日  | 葛民輝                           | 暗黑 |                                                                                                 | YouTube影片 （页面存档备份，存于） |
| 27 （页面存档备份，存于）     | 8月31日  | 為免選出垃圾議員的50條大是小非題 | 垃圾 | 是期並無封面人物、「黑訪」及「黑句」，兼非黑白背景 內容主要關於2012年香港立法會選舉的50句是非題 | YouTube影片 （页面存档备份，存于） |
| 28 （页面存档备份，存于）     | 9月7日   | 杜汶澤                           | 自我 | 首位第二次接受黑紙訪問的封面人物                                                                | YouTube影片                        |
| 29 （页面存档备份，存于）     | 9月14日  | 黑紙投稿《ATV焦點》              | 無視 | 是期並無封面人物、「黑訪」及「黑句」，及非黑白背景 內容主要關於已投稿的三個稿件                 | YouTube影片 （页面存档备份，存于） |
| 30 （页面存档备份，存于）     | 9月21日  | 陳淑莊                           | 麻甩 |                                                                                                 | YouTube影片                        |
| 31 （页面存档备份，存于）     | 9月28日  | 愛國痴漢の解說                   | 痴漢 | 是期並無封面人物、「黑訪」及「黑句」，及非黑白背景 內容關於18項愛國痴漢之特徵。                 | YouTube影片                        |
| 32verA （页面存档备份，存于） | 10月5日  | 蔡一傑                           | 憂愁 |                                                                                                 | YouTube影片 （页面存档备份，存于） |
| 32verB （页面存档备份，存于） | 10月5日  | 蔡一智                           | 死心 |                                                                                                 | YouTube影片 （页面存档备份，存于） |
| 32verC （页面存档备份，存于） | 10月5日  | 蘇志威                           | 沉默 |                                                                                                 | YouTube影片 （页面存档备份，存于） |
| 33 （页面存档备份，存于）     | 10月12日 | Eminleo                          | 爛口 |                                                                                                 | YouTube影片 （页面存档备份，存于） |
| 34 （页面存档备份，存于）     | 10月19日 | 古巨基                           | 重傷 |                                                                                                 | YouTube影片 （页面存档备份，存于） |
| 35 （页面存档备份，存于）     | 10月26日 | 王祖藍                           | 好色 |                                                                                                 | YouTube影片                        |
| 36 （页面存档备份，存于）     | 11月2日  | 莫文蔚                           | 頑皮 |                                                                                                 | YouTube影片 （页面存档备份，存于） |
| 37 （页面存档备份，存于）     | 11月9日  | 陶傑                             | 冷酷 |                                                                                                 | YouTube影片 （页面存档备份，存于） |
| 38 （页面存档备份，存于）     | 11月16日 | 周柏豪                           | 吹咩 |                                                                                                 | YouTube影片 （页面存档备份，存于） |
| 39 （页面存档备份，存于）     | 11月23日 | 盧海鵬                           | 頑固 |                                                                                                 | YouTube影片 （页面存档备份，存于） |
| 40 （页面存档备份，存于）     | 11月30日 | 黃曉明                           | 倔強 |                                                                                                 | YouTube影片 （页面存档备份，存于） |
| 41 （页面存档备份，存于）     | 12月7日  | Shine                            | 變心 | 是期雙面都有封面人物                                                                            | YouTube影片                        |
| 42 （页面存档备份，存于）     | 12月14日 | 王菀之                           | 傲慢 |                                                                                                 | Youtube影片                        |
| 43 （页面存档备份，存于）     | 12月21日 | 十首末日預言詩                   | 末日 | 是期並無封面人物                                                                                | Youtube影片 （页面存档备份，存于） |

#### 2012年特別號
| 出版日期     | 封面人物                     | 主題 | 備註                                                                                                 | 相關影片 | 相關連結                                                   |
| ------------ | ---------------------------- | ---- | --- | -------- | ---------------------------------------------------------- |
| 2012年9月7日 | 要求撤回國民教育的十一個理由 | 撤回 | 本期是因應要撤回國民教育而特別篇寫的11個理由 本期須親身前往政府總部免費索取，現已派完 本期非黑白背景 | －       | http://www.blackpaper.com.hk/p/1664 （页面存档备份，存于） |

### 2013年偽愛情雜誌
「偽愛情雜誌」以短句「最憎……」作為主題，內容由「黑訪」、「黑調」（就該期主題的數據調查）及1句「黑句」組成。封面以純彩色為背景，並以專訪人物的全身黑白照及主題置中。
曾接受「黑調」調查的「黑選委」包括：
蔡東豪、陶傑、麥玲玲、潘小濤、岑建勳、梁文道、邵家臻、黃之鋒、小儀、盧覓雪、王擊凡、大Johnny、健吾、火燎森、Eminleo、鄧潔明、伍月、林祖舜、釗峰@C AllStar、黃志淙、the pancakes、威廉、谷德昭、朱薰、林海峰
| 期數                      | 出版日期 | 封面人物   | 主題           | 備註                               | 相關影片                                                                              |
| ------------------------- | -------- | ---------- | -------------- | ---------------------------------- | ------------------------------------------------------------------------------------- |
| 01 （页面存档备份，存于） | 1月1日   | 林夕       | 最憎節日       | －                                 | Youtube影片 （页面存档备份，存于）                                                    |
| 02 （页面存档备份，存于） | 1月15日  | 卓韻芝     | 最憎歧視       | －                                 | Youtube影片                                                                           |
| 03 （页面存档备份，存于） | 2月1日   | 朱咪咪     | 最憎人扮哂野   | －                                 | Youtube影片 （页面存档备份，存于）                                                    |
| 04 （页面存档备份，存于） | 2月15日  | 黃柏高     | 最憎飲醉酒     | －                                 | Youtube影片                                                                           |
| 05 （页面存档备份，存于） | 3月1日   | 鄧紫棋     | 最憎嘥時間     | －                                 | Youtube影片 （页面存档备份，存于）                                                    |
| 06 （页面存档备份，存于） | 3月15日  | 黃秋生     | 最憎人唔尊重人 | －                                 | Youtube影片                                                                           |
| 07 （页面存档备份，存于） | 4月1日   | 任達華     | 最憎人遲到     | －                                 | Youtube影片                                                                           |
| 08 （页面存档备份，存于） | 4月15日  | 王晶       | 最憎偽君子     | －                                 | Youtube影片                                                                           |
| 09 （页面存档备份，存于） | 5月1日   | 古天樂     | 最憎污糟       | －                                 | Youtube影片 （页面存档备份，存于）                                                    |
| 10 （页面存档备份，存于） | 5月15日  | 雷頌德     | 最憎人揸車衰格 | －                                 | Youtube影片                                                                           |
| 11 （页面存档备份，存于） | 6月1日   | －         | 最憎六四       | 內容為六四                         | Youtube影片                                                                           |
| 12 （页面存档备份，存于） | 6月15日  | 薛凱琪     | 最憎人講大話   | －                                 | Youtube影片                                                                           |
| 13 （页面存档备份，存于） | 7月1日   | 譚玉瑛     | 最憎人冇公德心 | －                                 | Youtube影片                                                                           |
| 14 （页面存档备份，存于） | 7月15日  | 詹瑞文     | 最憎人得個講字 | －                                 | Youtube影片                                                                           |
| 15 （页面存档备份，存于） | 8月1日   | C AllStar  | 最憎浪費       | －                                 | Youtube影片                                                                           |
| 16 （页面存档备份，存于） | 8月15日  | 林慧思老師 | 最憎畀人滅聲   | －                                 | Youtube影片(part 1) （页面存档备份，存于） Youtube影片(part 2) （页面存档备份，存于） |
| 17                        | 9月1日   | 艾粒       | 最憎迷信       | －                                 | Youtube影片 （页面存档备份，存于）                                                    |
| 18 （页面存档备份，存于） | 9月15日  | 蕭若元     | 最憎放假       | －                                 | Youtube影片 （页面存档备份，存于）                                                    |
| 19 （页面存档备份，存于） | 10月1日  | 林欣彤     | 最憎人唔負責任 | －                                 | Youtube影片 （页面存档备份，存于）                                                    |
| 20 （页面存档备份，存于） | 10月15日 | 黃偉文     | 最憎愚蠢       | －                                 | Youtube影片 （页面存档备份，存于）                                                    |
| 21 （页面存档备份，存于） | 11月1日  | 林一峰     | 最憎恐懼       | －                                 | Youtube影片 （页面存档备份，存于）                                                    |
| 22 （页面存档备份，存于） | 11月15日 | 森美       | 最憎政治       | －                                 | Youtube影片 （页面存档备份，存于）                                                    |
| 23 （页面存档备份，存于） | 12月1日  | 鄭丹瑞     | 最憎人冇創意   | －                                 | Youtube影片 （页面存档备份，存于）                                                    |
| 24 （页面存档备份，存于） | 12月15日 | 梁振英     | 最憎2013       | 是期集合了2013年被專訪的人物及新聞 | Youtube影片 （页面存档备份，存于）                                                    |

### 2014年偽時代雜誌
「偽時代雜誌」以短句「⋯⋯風雲人物」作為主題，內容由「黑訪」及1句「黑句」組成。封面以專訪人物的側面彩色照為背景。
| 期數                      | 出版日期 | 封面人物 | 主題         | 備註                                                         | 相關影片                           |
| ------------------------- | -------- | -------- | ------------ | ------------------------------------------------------------ | ---------------------------------- |
| 01 （页面存档备份，存于） | 1月1日   | 戴耀廷   | 佔中風雲人物 | －                                                           | Youtube影片 （页面存档备份，存于） |
| 02 （页面存档备份，存于） | 1月15日  | 黃之鋒   | 學運風雲人物 | －                                                           | Youtube影片 （页面存档备份，存于） |
| 03 （页面存档备份，存于） | 2月1日   | 陶傑     | 抽水風雲人物 | －                                                           | Youtube影片 （页面存档备份，存于） |
| 04 （页面存档备份，存于） | 2月15日  | 邵家臻   | 粵語風雲人物 | －                                                           | Youtube影片 （页面存档备份，存于） |
| 05 （页面存档备份，存于） | 3月1日   | 李慧玲   | 烽煙風雲人物 | －                                                           | Youtube影片 （页面存档备份，存于） |
| 06 （页面存档备份，存于） | 3月15日  | 施永青   | 自強風雲人物 | －                                                           | Youtube影片 （页面存档备份，存于） |
| 07 （页面存档备份，存于） | 4月1日   | 馬英九   | 賣台風雲人物 | 是期並沒有「黑訪」及「黑句」，內容為致馬英九的信。           | Youtube影片 （页面存档备份，存于） |
| 08 （页面存档备份，存于） | 4月15日  | 陳果     | 港產風雲人物 | －                                                           | Youtube影片 （页面存档备份，存于） |
| 09 （页面存档备份，存于） | 5月1日   | 潘小濤   | 黃金風雲人物 | －                                                           | Youtube影片 （页面存档备份，存于） |
| 10 （页面存档备份，存于） | 5月15日  | 袁彌明   | 變色風雲人物 | －                                                           | Youtube影片 （页面存档备份，存于） |
| 11                        | 6月1日   | 王丹     | 六四風雲人物 | 是期並沒有「黑訪」及「黑句」，內容為致王丹的信。             | Youtube影片 （页面存档备份，存于） |
| 12                        | 6月15日  | 余若薇   | 公投風雲人物 | －                                                           | Youtube影片 （页面存档备份，存于） |
| 12                        | 6月15日  | 蘇悅弦   | 天真風雲人物 | －                                                           | －                                 |
| 13                        | 7月1日   | 陳淑莊   | 公民風雲人物 | －                                                           | Youtube影片 （页面存档备份，存于） |
| 14                        | 7月15日  | 謝志峰   | 維園風雲人物 | －                                                           | Youtube影片 （页面存档备份，存于） |
| 15                        | 8月1日   | 盛智文   | 來佬風雲人物 | －                                                           | Youtube影片 （页面存档备份，存于） |
| 16                        | 8月15日  | 九把刀   | 夢想風雲人物 | －                                                           | Youtube影片 （页面存档备份，存于） |
| 17                        | 9月1日   | 柳俊江   | 未雪風雲人物 | －                                                           | Youtube影片 （页面存档备份，存于） |
| 18                        | 9月15日  | 彭定康   | 港英風雲人物 | －                                                           | Youtube影片 （页面存档备份，存于） |
| 19                        | 10月1日  | N/A      | 開閘         | 是期原為9月26日特別號，詳見本條目之「2014年特別號」章節。    | YouTube影片 （页面存档备份，存于） |
| 20 ver. A                 | 10月15日 | 周永康   | 雨傘風雲人物 | －                                                           | YouTube影片 （页面存档备份，存于） |
| 20 ver. L                 | 10月15日 | 岑敖暉   | 雨傘風雲人物 | －                                                           | YouTube影片 （页面存档备份，存于） |
| 21                        | 11月1日  | 梁麗幗   | 巾幗風雲人物 | －                                                           | YouTube影片 （页面存档备份，存于） |
| 22                        | 11月15日 | 何韻詩   | 黃絲風雲人物 | －                                                           | YouTube影片 （页面存档备份，存于） |
| 23                        | 12月1日  | 羅冠聰   | 學界風雲人物 | －                                                           | YouTube影片 （页面存档备份，存于） |
| 24                        | 12月15日 | －       | 年度風雲人物 | 是期並沒有「黑訪」及「黑句」；風雲人物名稱留空，由讀者填上。 | YouTube影片 （页面存档备份，存于） |

#### 2014年特別號
| 出版日期      | 封面                   | 主題 | 備註 | 相關影片                           |
| ------------- | ---------------------- | ---- | --- | ---------------------------------- |
| 2014年9月26日 | 香港政改史（2114年版） | 開閘 | 是期講述2013年至2014年的香港政改內容 是期復用2012年「偽廣告雜誌」形式，以「開閘」為「黑色信念」 是期取代原訂10月1日出版之《黑紙》，成為第19期「偽時代雜誌」 | YouTube影片 （页面存档备份，存于） |

### 2015年偽醫學雜誌
「偽醫學雜誌」以三字自創病症作為主題，內容由「黑訪」及20句「黑句」組成。封面以專訪人物的照片為背景，配以白色的主題橫向置中。
| 期數 | 出版日期 | 封面人物                                 | 主題                                     | 備註                                                                                       | 相關影片                                                                                   |
| ---- | -------- | ---------------------------------------- | ---------------------------------------- | ------------------------------------------------------------------------------------------ | ------------------------------------------------------------------------------------------ |
| 1    | 1月1日   | 林夕                                     | 敏感冒                                   | －                                                                                         | Youtube影片 （页面存档备份，存于）                                                         |
| 2    | 1月8日   | 王宗堯                                   | 頸硬化                                   | －                                                                                         | Youtube影片 （页面存档备份，存于）                                                         |
| 3    | 1月15日  | 黃翠如                                   | 驚揀症                                   | 此期沒有影片，改為於Facebook專頁上載3段訪問節錄。                                          | 此期沒有影片，改為於Facebook專頁上載3段訪問節錄。                                          |
| 4    | 1月22日  | 譚玉瑛                                   | 戀舊病                                   | －                                                                                         | Youtube影片                                                                                |
| 5    | 1月29日  | 卓韻芝                                   | 孤僻癖                                   | －                                                                                         | Youtube影片 （页面存档备份，存于）                                                         |
| 6    | 2月5日   | 吳君如                                   | 控制狂                                   | －                                                                                         | Youtube影片 （页面存档备份，存于）                                                         |
| 7    | 2月12日  | 許廷鏗                                   | 不累症                                   | 此期沒有影片，改為於Facebook專頁上載2段訪問節錄。                                          | 此期沒有影片，改為於Facebook專頁上載2段訪問節錄。                                          |
| 8    | 2月19日  | 吳若希                                   | 偏失聰                                   | 為遷就農曆新年假期，此期提早1日「見街」。 此期沒有影片，亦沒有於Facebook專頁上載訪問節錄。 | 為遷就農曆新年假期，此期提早1日「見街」。 此期沒有影片，亦沒有於Facebook專頁上載訪問節錄。 |
| －   | 2月26日  | 此星期停刊一週，但《黑紙》未有解釋原因。 | 此星期停刊一週，但《黑紙》未有解釋原因。 | 此星期停刊一週，但《黑紙》未有解釋原因。                                                   | 此星期停刊一週，但《黑紙》未有解釋原因。                                                   |
| 9    | 3月5日   | 鄭俊弘                                   | 完美控                                   | 此期沒有影片，亦沒有於Facebook專頁上載訪問節錄。                                           | 此期沒有影片，亦沒有於Facebook專頁上載訪問節錄。                                           |
| 10   | 3月12日  | 楊鎧凝                                   | 不老症                                   | －                                                                                         | Facebook影片                                                                               |
| 11   | 3月19日  | 鄭家純（雞排妹）                         | 大膽症                                   | －                                                                                         | Facebook影片                                                                               |
| 12   | 3月26日  | 周秀娜                                   | 抗脫症                                   | －                                                                                         | Facebook影片                                                                               |
| 13   | 4月2日   | 鄭欣宜                                   | 厭瘦症                                   | －                                                                                         | Facebook影片                                                                               |
| 14   | 4月9日   | 陳啟泰                                   | 不死症                                   | －                                                                                         | Facebook影片                                                                               |
| 15   | 4月16日  | 盧凱彤                                   | 腦衝動                                   | －                                                                                         | Facebook影片                                                                               |
| 16   | 4月23日  | 林盛斌                                   | 熱血壓                                   | －                                                                                         | Facebook影片                                                                               |
| 17   | 4月30日  | 林二汶                                   | 掙扎熱                                   | －                                                                                         | Facebook影片                                                                               |
| 18   | 5月7日   | 鮑起靜                                   | 長戲癮                                   | －                                                                                         | Facebook影片                                                                               |
| 19   | 5月14日  | 吳業坤                                   | 強兵症                                   | －                                                                                         | Facebook影片                                                                               |
| 20   | 5月21日  | 陶傑                                     | 戀英症                                   | －                                                                                         | Facebook影片                                                                               |
| 21   | 5月28日  | 森美                                     | 公子病                                   | －                                                                                         | Facebook影片                                                                               |
| 22   | 6月4日   | 陳志雲                                   | 安頓死                                   | －                                                                                         | Facebook影片                                                                               |
| 23   | 6月11日  | 恭碩良                                   | 剛烈化                                   | －                                                                                         | Facebook影片                                                                               |
| 24   | 6月18日  | 趙增熹                                   | 中風險                                   | －                                                                                         | Facebook影片                                                                               |
| 25   | 6月25日  | 方健儀                                   | 偏急狂                                   | －                                                                                         | Facebook影片                                                                               |
| 26   | 7月2日   | 林一峰                                   | 慢活菌                                   | －                                                                                         | Facebook影片                                                                               |
| 27   | 7月9日   | 林雪                                     | 爛口炎                                   | －                                                                                         | Facebook影片                                                                               |
| 28   | 7月16日  | 周家怡                                   | 出頭痛                                   | －                                                                                         | Facebook影片                                                                               |
| 29   | 7月23日  | 伍家謙                                   | 敗了病                                   | －                                                                                         | Facebook影片                                                                               |
| 30   | 7月30日  | 葉蘊儀                                   | 知愛病                                   | －                                                                                         | Facebook影片                                                                               |
| 31   | 8月6日   | 鄭融                                     | 黑面癱                                   | －                                                                                         | Facebook影片                                                                               |
| 32   | 8月13日  | 周國賢                                   | 瑕疵線                                   | －                                                                                         | Facebook影片                                                                               |
| 33   | 8月20日  | 梁祖堯                                   | 自亂狂                                   | －                                                                                         | Facebook影片                                                                               |
| 34   | 8月27日  | 張建聲                                   | 瘋糾症                                   | －                                                                                         | Facebook影片                                                                               |
| 35   | 9月3日   | 黃宏舜                                   | 自信症                                   | －                                                                                         | Facebook影片                                                                               |
| 36   | 9月10日  | 林子善                                   | 黐草根                                   | －                                                                                         | Facebook影片                                                                               |
| 37   | 9月17日  | 連詩雅                                   | 憶鬱症                                   | －                                                                                         | Facebook影片                                                                               |
| 38   | 9月24日  | 給香港                                   | 擴傘症                                   | 此期沒有特定封面人物，改以9·28催淚彈驅散行動相片為封面。                                   | Facebook影片                                                                               |
| 39   | 10月1日  | 河國榮                                   | 白目障                                   | －                                                                                         | Facebook影片                                                                               |
| 40   | 10月8日  | 陳奐仁                                   | 快樂死                                   | －                                                                                         | Facebook影片                                                                               |
| 41   | 10月15日 | 王喜                                     | 貪心癡                                   | －                                                                                         | Facebook影片                                                                               |
| 42   | 10月22日 | 黃又南                                   | 心藏病                                   | －                                                                                         | Facebook影片                                                                               |
| 43   | 10月29日 | 徐天佑                                   | 失控熱                                   | －                                                                                         | Facebook影片                                                                               |
| 44   | 11月5日  | 張繼聰                                   | 羊群症                                   | －                                                                                         | Facebook影片                                                                               |
| 45   | 11月12日 | 林敏驄                                   | 笑上癮                                   | －                                                                                         | Facebook影片                                                                               |
| 46   | 11月19日 | 葉世榮                                   | 厭煩症                                   | －                                                                                         | Facebook影片                                                                               |
| 47   | 11月26日 | 歐錦棠                                   | 獨行毒                                   | －                                                                                         | Facebook影片                                                                               |
| 48   | 12月3日  | 白只                                     | 造夢遊                                   | －                                                                                         | Facebook影片                                                                               |
| 49   | 12月10日 | 游蕙禎                                   | 抬頭痛                                   | －                                                                                         | Facebook影片                                                                               |
| 50   | 12月17日 | 葉鴻輝                                   | 驚雄症                                   | －                                                                                         | Facebook影片                                                                               |
| 51   | 12月24日 | －                                       | 思香病                                   | 是期沒有特定封面人物；是期以集合了2015年被專訪人物的內容                                   | Facebook影片                                                                               |

### 2016年偽旅遊雜誌
「偽旅遊雜誌」以一個地方作為主題，內容以專訪人物受訪的對話及「黑句」組成，封面以一種顏色為背景，並以專訪人物及該地方的照片、地方名字置中。
| 期數 | 出版日期 | 封面人物          | 主題                    | 備註                             | 相關影片                            |
| ---- | -------- | ----------------- | ----------------------- | -------------------------------- | ----------------------------------- |
| 1    | 1月1日   | 王宗堯            | 電視城 TVB City         | 是期開始轉為全港各OK便利店售賣。 | Facebook影片                        |
| 2    | 2月1日   | MC仁              | 沙頭角 Sha Tau Kok      | －                               | Facebook影片 （页面存档备份，存于） |
| 3    | 3月1日   | 許碧姬            | 禾輋 Wo Che             | －                               | Facebook影片 （页面存档备份，存于） |
| 4    | 4月1日   | 深水埗明哥        | 深水埗 Sham Shui Po     | －                               | Facebook影片 （页面存档备份，存于） |
| 5    | 5月1日   | 金判坤            | 旺角 Mong Kok           | －                               | Facebook影片 （页面存档备份，存于） |
| 6    | 6月1日   | 尖東忌廉哥 & 小高 | 尖東 East Tsim Sha Tsui | 是期首次以寵物為主角。           | Facebook影片 （页面存档备份，存于） |
| 7    | 7月1日   | 趙學而            | 鯉魚門 Lei Yue Mun      | －                               | Facebook影片 （页面存档备份，存于） |
| 8    | 8月1日   | 蔣雅文            | 小瀝源 Siu Lek Yuen     | －                               | Facebook影片 （页面存档备份，存于） |
| 9    | 9月1日   | 卓韻芝            | 灣仔 Wan Chai           | －                               | Facebook影片 （页面存档备份，存于） |
| 10   | 10月1日  | 歐鎧淳            | 大坑 Tai Hang           | －                               | Facebook影片 （页面存档备份，存于） |
| 11   | 11月1日  | 袁澧林            | 屏山 Ping Shan          | －                               | Facebook影片 （页面存档备份，存于） |
| 12   | 12月1日  | 曹星如            | 擂台 The Ring           | －                               | Facebook影片 （页面存档备份，存于） |

## 其他創作
- 出版書籍及收藏產品
  - 《黑紙Bookset》（2010年出版，2010年偽文學雜誌之收藏）
  - 《黑紙辭典》（2011年出版，2010年偽文學雜誌之集合）
  - 《黑紙Bookset 2》（2012年出版，2011年偽娛樂雜誌之收藏，另加垃圾號黑句）
  - 《黑紙百科》（2012年出版）
  - 《黑紙百科 2》（2013年出版）
- 出版雜誌
  - 免費雙月刊 － 《白卷》（共2期）
  - 《100毛》（2013年3月7日創刊，逢星期四出版）
- 歌手音樂錄像 － 創作、導演及監製：
  - 《我們的胡士托》（C AllStar）
  - 《藍色星球》（洪卓立）
  - 《I wanna find a way out》（Chita）
  - 《說時遲》（王梓軒）
  - 《兩人三腳》（王梓軒）
  - 《切膚之痛》（C AllStar）
- 廣告設計:
  - 《SMOKERHOOD -- 戒煙風雲》（林盛斌）
  - 《WAIKER無糖薄荷糖 -- 我行‧我愛》（糖兄妹）
- 音樂會創作
  - 《趙增熹分子音樂盛宴》（2011年，擔任創作總監）
- 唱片設計
  - 《腦殘遊記》（The Pancakes）

黑紙也有有其他創作，如2011年1月跟 adlib合作推出「STORYTEE about love」的 Vol.1《不如熄燈先》。2011年3月，黑紙又負責創作﹑導演﹑監製C AllStar的《我們的胡士托》，並擔任《趙增熹分子音樂盛宴》的創作總監。2011年6月，黑紙再次負責創作﹑導演﹑監製洪卓立的《藍色星球》。

## 外部連結
- 【黑紙】網站  （页面存档备份，存于）
- 【黑紙】Facebook專頁 （页面存档备份，存于）
- 【黑紙】新浪微博專頁 （页面存档备份，存于）
- 【黑紙】Youtube頻道 （页面存档备份，存于）